# Sven Sjönell
Sven Ingemar Sjönell, född 28 oktober 1927 i Sundsvalls församling i Västernorrlands län, död 13 juni 2015 i Oscars församling i Stockholm, var en svensk skådespelare, regiassistent och scripta.
Han var från 1960 till sin död gift med Agneta Stigsdotter Sjönell (född 1938).

## Filmografi
Roller
- 1951 – Fröken Julie
- 1958 – Jazzgossen

Regiassistent
- 1952 – Kärlek
- 1953 – Glasberget
- 1954 – Herr Arnes penningar
- 1954 – Flottans glada gossar
- 1956 – Sista paret ut
- 1956 – Den hårda leken

Scripta
- 1953 – Glasberget
- 1954 – Seger i mörker
- 1954 – Herr Arnes penningar

Inspelningsledare
- 1956 – Skorpan
- 1956 – Ratataa
- 1956 – Den hårda leken
- 1957 – Sommarnöje sökes
- 1957 – Smultronstället
- 1957 – Möten i skymningen
- 1957 – Med glorian på sned
- 1958 – Lek på regnbågen
- 1958 – Jazzgossen
- 1958 – Den store amatören